# Wikiźródła

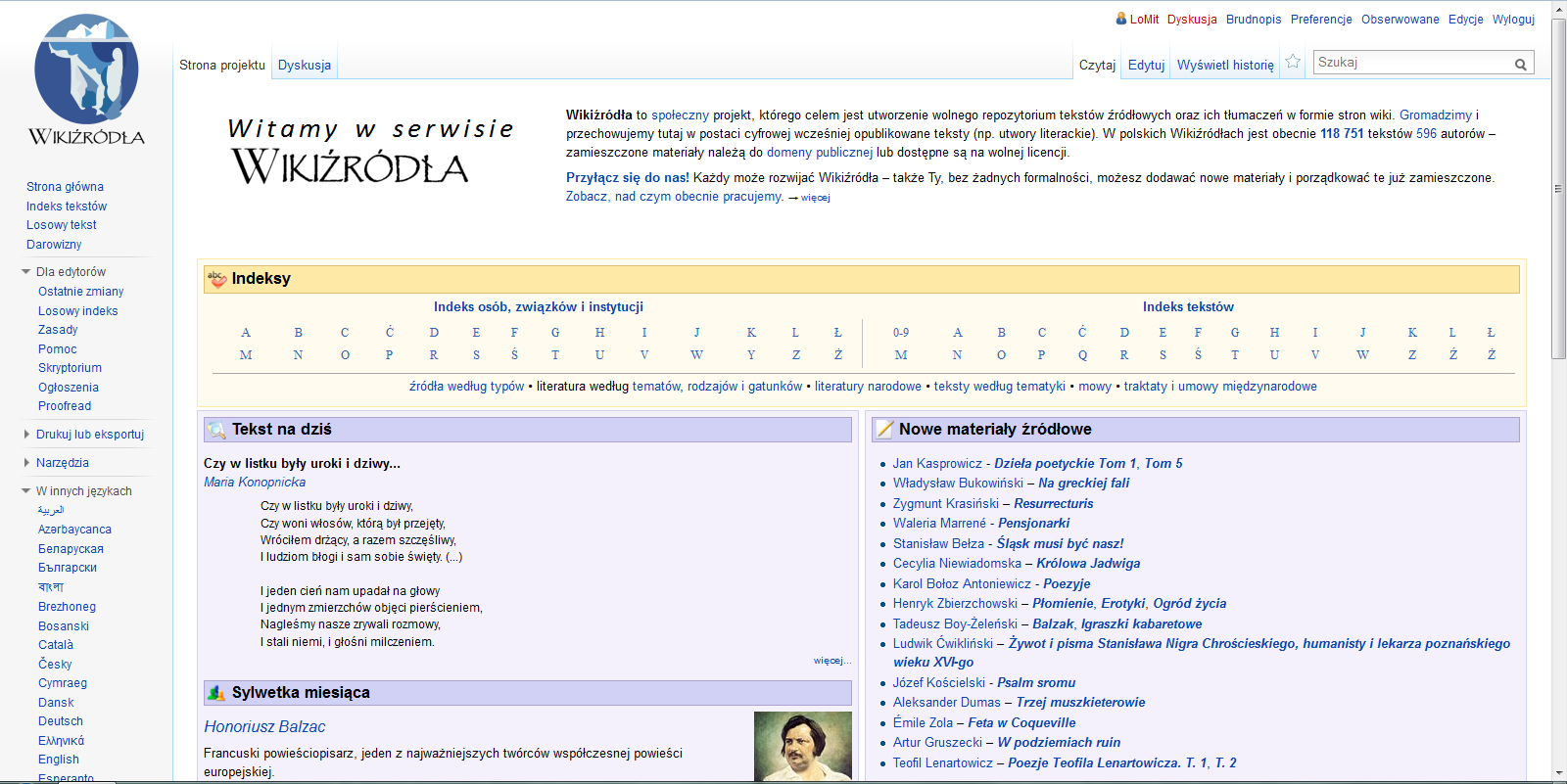
Polska wersja językowa Wikiźródeł

Wikiźródła (ang. Wikisource) – biblioteka internetowa oraz wielojęzyczny siostrzany projekt Wikipedii, który działa jako jedno z przedsięwzięć Wikimedia Foundation. Jego celem jest gromadzenie i udostępnianie wcześniej publikowanych tekstów (głównie utworów literackich) znajdujących się w domenie publicznej lub udostępnionych na wolnej licencji.

## Historia
Projekt rozpoczął działalność 24 listopada 2003 pod tymczasowym adresem sources.wikipedia.org, a później przeniósł się na własną domenę wikisource.org. 24 sierpnia 2005 uruchomiono polską domenę językową pl.wikisource.org.
W początkowych fazach planowania nazywał się Project Sourceberg (od Projektu Gutenberg), a 6 grudnia 2003 roku w wyniku głosowania został przemianowany na Wikisource. Polskie tłumaczenie tej nazwy zostało po raz pierwszy zastosowane 15 listopada 2004. Użytkowników Wikiźródeł nazywa się wikiskrybami.
27 marca 2010 w projekcie zostały wprowadzone tzw. wersje przejrzane. Oznacza to, że dokonane zmiany są widoczne dla czytelników, dopiero gdy jeden z redaktorów stwierdzi, że nie ma w nich wandalizmów.

## Informacje gromadzone w ramach projektu
Lista typów tekstów, które są zamieszczane w projekcie:
- oryginalne, uprzednio publikowane teksty innych autorów,
- teksty i dokumenty historyczne rangi państwowej lub międzynarodowej,
- tłumaczenia oryginalnych tekstów, w tym także autorstwa wikiskrybów,
- tłumaczenia słów lub zwrotów, podsumowania, odesłania i inne informacje o tekście w postaci przypisów wyraźnie oddzielonych od utworu.